# Суховерхів
Сухове́рхів — село в Україні, у Кіцманській міській громаді Чернівецького району Чернівецької області. Розташоване за 2 км на пн. з. від міста Кіцмань.

## Герб
Щит скошений зліва лазуровим та зеленим. У першій частині срібне засохле дерево з вирваним корінням. У другій частині три золоті глечики, два з яких протиставлено покладені в балку, а третій поверх них у стовп.

## Загальна інформація
Село Суховерхів розміщене за 2 км на пн. захід від центру громади м. Кіцмань і за 25 км від обласного центру м. Чернівці. На території колишньої Суховерхівської сільської ради розташований один населений пункт село Суховерхів. Межувала Суховерхівська сільська рада з південного сходу — 2,5 км з Валявською сільською радою, на північному заході — 8,1 км з Кліводинською сільською радою та землями Заставнівської міської ради. На заході з Давидівською сільською радою, на півдні з Кіцманською міською радою — 13,3 км км.
Загальна площа території Суховерхівської сільської ради становила 1814,3 га. Загальна площа земель населеного пункту становить 324,3 га.
Населення в Суховерхові — 1881 особа, зареєстровано — 705 дворів. Село ділиться на такі кути: Діброва, Котлін, Камара, Підгора, Підтолока, Гребля.
Через село проходять автошляхи Чернівці — Тернопіль і Кіцмань — Киселів. Найближча залізнична станція Кіцмань розміщена за 3 км на пд. схід.
На північний захід від села розташований ботанічний заказник місцевого значення «Мальовнича діброва».

### Рельєф
Територія села розміщена на Прут-Дністровській пластовій хвилястій рівнині висотою 200—280 м.
Північна частина території села знаходиться на Прут-Дністровському вододілі висотою 250 м, де зустрічаються карстові лійки. Одна з них, діаметром 20 м і глибиною близько 10 м, розміщена біля автомагістралі Чернівці — Тернопіль і відома під назвою «коло Вовка». Південну частину села займають верхні тераси і схил річки Прут, про що свідчать пласти гравію в Кіцманському лісі, відомі під назвою «рінь». Добре видно ці пласти і в районі об'їзної дороги, де ведеться добуток глини. Саме село розміщене у вузькій (100 м — 500 м) долині потоку Суховерхівський з перепадами висот 10 — 50 м. На схід від села і через північну частину полів, що належать Суховерхову, розміщена долина річки Совиця, завширшки 500—2000 м, з перепадами висот 20 — 27 м.
Найвищі точки розміщені на заході села, в куті Діброва, біля дороги на Давидівці (280 м).

### Корисні копалини
На території села видобувають глину будівельну глину, пісок торф. Глину і пісок видобувають на півдні села, біля об'їзної дороги. Вони використовувались для будівництва мосту над залізницею в районі Греблі, а в даний час для будівництва особистих помешкань жителів Суховерхова та Кіцмані. Один із кар'єрів, де вівся видобуток піску, знаходиться в центрі села, був створений виключно для планування (вирівнювання) території, і зараз не експлуатується. Він являє собою відвісний уступ заввишки до 10 м і завширшки до 30 м. В теплий період тут гніздиться колонія стрижів. Торф видобувають біля р. Совиця на північний схід від села, на місці ставка. Поклади його невеликі і майже вичерпані.

### Клімат
Клімат — помірний, загалом м'який та вологий. В основному кліматичні показники подібні на такі ж, як і в м. Чернівці, лише на десяті частини градусу клімат тепліший і з меншою кількістю опадів (в середньому за рік 30 — 50 мм). Це ж стосується і напрямку вітрів. Переважають північно-західні та південно-східні вітри. Зі стихійних лих найбільшої шкоди завдають град, весняні заморозки, ураганні вітри.

### Води
Головною річкою, що протікає територією Суховерхівської сільської ради є Совиця Кіцманська. Вона починається біля м. Заставна і впадає у р. Прут (з лівого боку) в районі с. Мамаївці. довжина річки 37 км, площа басейну 266 км². на землях села вона протікає протягом 4 км. Це переважно ставки, які переходять з одного в інший. Найбільший з них Градовський.
З інших водотоків найбільші — це Суховерхівський потік (довжина 4 км), який протікає через село. Він починається на захід від села в лісі і впадає в Совицю, нижче Градовського ставу. Ще один потік протікає на півночі земель села на межі з землями Заставнівської міської ради. На ньому є 3 ставки. Довжина цього потоку 2,5 км. В лісі протікає ще один потік, на якому також є 4 ставки. Ширина і глибина цих потоків незначна — до 1 м.
Ставки на Совиці та її притоках створені для розведення риби і регулювання стоку. Їх глибина від 1 м до 5 м, а довжина від 10 м до 300 м. Болота розміщені біля р. Совиця там, де немає ставків. Велике болото розміщене і на вододілі біля північної межі земель Суховерхова.
Підземні води залягають на глибині від 1-2 м до 25-30 м в цілому місцевість відносно добре забезпечена водою.
Землі навколо Совиці під час літніх дощів заливаються водою паводків, які деколи носять катастрофічний характер, як це було, наприклад, в 1991 та 2008 роках.

### Ґрунти
Ґрунти Суховерхівської сільської ради є типовими для лісостепу. Найбільші площі займають чорноземи опідзолені. Вони займають плоскі вододіли і слабо нахилені схили по обидва боки від р. Совиця. Значні площі на півдні, а саме в селі і навколо, займають різні відміни сірих лісових ґрунтів, в основному змитих. На північному сході значні площі займають чорноземи типові, в основному слабо змиті. На схилах і на крутих схилах розміщені чорноземи на щільних глинах. В долинах річок, потоків і балок розміщені лучно-болотні, лучні ґрунти, мочарі, а також чорноземи намиті. Більше третини ґрунтів змиті, що пояснюється складним рельєфом та не правильним обробітком ґрунтів. Приблизно 10 % ґрунтів сильно змиті. Вони розміщені в основному на крутих схилах і зайняті пасовищами та будівлями.

### Рослинний і тваринний світ
Територія села розміщена у лісостеповій зоні, тому для неї характерна рослинність степу і широколистяних лісів, а також тварини характерні для лісу і степу.
Лісова рослинність має в основному вторинний характер. Найбільший лісовий масив розміщений на південному сході земель Суховерхова і прилягає з півдня до села. Він є частиною досить великого Кіцманського лісу. Ліс в основному дубово-грабовий, з переважанням граба. Але є ділянки бука і насадження ялини і сосни. Для підліску характерні лісові трави: барвінок, копитняк, плющ, а весною — шафран, конвалія, купина, анемона та ін.
Інші лісові масиви розміщені біля річок і доріг. Так, вздовж шосе Чернівці-Тернопіль розміщена лісосмуга з ясена та акації, з домішками черешні, яблуні, волоських горіхів та ін. вздовж залізниці розміщена лісосмуга з береста і акації з домішкою черешні, дуба та ін. а вздовж річки та струмків ростуть в основному тополі і верби. Гай розміщений на сході земель села і складається з акації з домішкою дикої груші.
Степова рослинність збереглася на пасовищах, луках, біля доріг. В основному це лучне різнотрав'я з переважанням різноманітних злаків. Найбільш часто зустрічаються пирій, мушія, просянка, мітлиця, райграс, грястиця, тонконіг, житець, костриця, щавель, гірчак, щириця, лобода, мак дикий, жовтець, перстач, суріпиця, вовчуг, конюшина, горошок, чина, шавлія та ін.
Також є в нашій місцевості болотна рослинність, розміщена в основному біля водойм. Здебільшого це різні види осоки, очерету, рогозу.
Тварини лісової зони зосереджені в основному в Кіцманському лісі. З ссавців — це їжак, бурозубка, білка, куниця, борсук, лисиця, вепр, сарна. Є такі лісові птахи: канюк, яструб, дятел, сова, вивільга, сойка, синиця, дрізд, соловейко, зозуля, снігур та ін. На відкритих місцевостях живуть ссавці: кріт, миша, заєць, хом'як, ховрах, щур, тхір, ласка, лисиця; птахи: перепілка, кібчик, жайвір, горлиця, ластівка, ворона, сорока, горобець та ін.
Своєрідні птахи живуть біля водойм. Це лелеки, чаплі (дуже великі гніздів'я біля Грабовського ставу), чайки, скопи, дикі качки, дикі гуси.
На території села є ділянки, які охороняються державою. Це Кіцманський ліс, який є частиною Кіцманського лісництва, а також два заказники біля р. Совиця (біля Градовського ставу, де охороняються чаплі, і Совицьке болото (торф'яник).

### Господарство
Населення обслуговують ФАП, сільська бібліотека, відділення зв'язку. В селі є дошкільний навчальний заклад «Сонечко», загальноосвітній навчальний заклад І — ІІ ступенів, клуб, стадіон. Працюють 6 магазинів промислових та продовольчих товарів, бар. На території села розміщена автозаправка «WOG», приватне підприємство «Брук-дизайн», ТзОВ «Колосок — 1», інкубатор, приватний млин.

## Населення
Національний склад населення за даними перепису 1930 року у Румунії:
| Національність | Кількість осіб | Відсоток |
| -------------- | -------------- | -------- |
| українці       | 1942           | 96,47 %  |
| євреї          | 46             | 2,29 %   |
| поляки         | 11             | 0,55 %   |
| румуни         | 7              | 0,35 %   |
| німці          | 7              | 0,35 %   |

Мовний склад населення за даними перепису 1930 року:
| Мова       | Кількість осіб | Відсоток |
| ---------- | -------------- | -------- |
| українська | 1947           | 96,72 %  |
| їдиш       | 37             | 1,84 %   |
| німецька   | 17             | 0,84 %   |
| польська   | 8              | 0,40 %   |
| румунська  | 4              | 0,20 %   |

### Мова
Розподіл населення за рідною мовою за даними перепису 2001 року:
| Мова       | Кількість | Відсоток |
| ---------- | --------- | -------- |
| українська | 1871      | 99.47%   |
| російська  | 6         | 0.32%    |
| румунська  | 3         | 0.16%    |
| білоруська | 1         | 0.05%    |
| Усього     | 1881      | 100%     |

Населення села постійно зменшується. Природний приріст населення від'ємний.
Основне населення українці. Найпоширеніші прізвища: Олексюк, Костенюк, Семенюк, Андроник, Баєтул, Томаш, Скутельник, Гуцуляк, Біблюк. Мешканці села працюють в основному у різних закладах Кіцмані, Суховерхова. Чернівців. Мамаївців, а також за кордоном: в Італії, Росії, Іспанії.
Покриття мобільним телефонним зв'язком: МТС, Київстар, Life, Beeline, Jeans, Djuce.

## Історія
В 2006 році селу минає 593 роки. Власне саме поселення набагато давніше, а ця дата взята від першої письмової згадки про Суховерхів в грамоті молдавського господаря Олександра Доброго, що відноситься до 6 липня 1413 року. Ось, що говориться в цьому документі: «Олександр, господар молдавський дарує Великий Коцмань з присілками Суховерх, Давидовці, Хлівища своїй тещі Анастасії».
Проте, на території села є залишки поселень трипільців (ІУ-ІІІ тис. до н.е). Так в Суховерхівському лісі «Золота гора» і в урочищі «Нигоїців Яр» на куті Котлін, находимо перепалену глину, яка використовувалась на будівництво жител трипільців.
Багато поселень трипільської культури знайдено археологами на правому березі Суховерхівського потоку, в урочищі Вила і в урочищі Сопигора. Крім того в урочищі Вила знайдено залишки черняхівської культури, а це ІІІ — У ст. н. е.
Археологами Чернівецького державного університету при археологічних розкопках на куті Діброва, виявлено поселення УІІІ — ІХ ст. н. е.
Археологічні знахідки слов'янських поселень (УІІІ — ІХ ст. н. е.), а це печі-кам'янки, уламки ліпних слов'янських горщиків та давньоруських поселень (ХІІ — ХІІІст.) виявлено в урочищі Сопигора.
В урочищі Никулиха було виявлено давнє слов'янське поселення ХІІ — ХІІІ ст., яке було зруйноване, мабуть монголо-татарами в 1240 році. Люди звідти повтікали в дубово-букові ліси на південний захід, де зараз с. Суховерхів і Кіцмань
З 1359 року Буковина і Суховерхів попадає під владу Молдавської держави.
З 1420 року с. Суховерхів стало належати Радівецькому єпископству.
У грамоті від 7 травня 1473 року воєвода Штефан ІІІ затверджує купівлю боярином з села Іванківці і уточнює межі цього села — межі села з боку Кіцманю старі, тобто: Хмелівської дороги і звідси прямо на Ошихліби аж до потоку Вільховець і знову до Хмелівської дороги і звідси до дороги Суховерхова, звідси від Гаврилівців до Вільховця, як було з стародавніх часів.
А в грамоті від 26 серпня 1503 року в м. Сучава згадується, що Штефан Великий закріпив за Радівецьким єпископством с. Радівці з млинами і с. Великий Кіцмань зі всіма хутірками в тому числі Суховерховом. Саме тоді, на початку XVI ст. був посаджений Дуб на куті Котлін в селі, якому зараз 500 років і він прекрасно зберігся і багато пережив на своєму віку.
Часті війни Молдавії з турками, що проходили в XVI—XVII ст. призводили до голоду і страждань місцевих жителів. Тому в 1654 — 59 роках в Північній Буковині відбулося повстання селян проти молдавських бояр під проводом Марка Дитинки, який за переказами був і в Суховерхівському лісі. І зараз в Суховерхівському лісі є штучний насип землі, гребля, зроблена руками людей. Тут за легендами, було опришківське селище; дана гребля перекривала угловину, там збиралася вода, яка попадала на колесо і крутила млин. Цю місцевість тепер називають «Чортова Гребелька», а в селі її ще називають «Гребля Опришків». На сьогоднішній день зруйнована лише її середня частина, а решта добре добре збереглося.
Влітку 1675 року на Буковині спалахнула епідемія чуми, яка охопила і с. Суховерхів. Старожили села пам'ятають місця поховань від цієї чуми і місця, де стояли «чумові хрести».
З 1774 р. Буковина і село попадають під Австрійську імперію. Як пише австрійський історик Даніель Веренка, тоді в Суховерхові було 34 сім'ї або 170 людей, була 1 церква, 1 священик. Та вже в 1782 р. в селі — 69 сімей і близько 340 людей.
Сільська церква знаходилась на правому березі Потоку. Та, в 1805 р. на лівому боці річки було збудовано нову дерев'яну церкву, на що вказують австрійські архівні документи.
В 1789 році в Кіцмані було відкрито першу на Буковині школу, а в Суховерхові учили священики і дяки. Як жалівся кіцманський учитель і директор школи Констянтин Кантемір в 1796—1800 р. « в Суховерхові були московітські вчителі, а в Кіцмані в народну школу ніхто не ходив і школа в місті Кіцмань стоїть порожня».
На карті австрійського історика Міга за 1774 рік дорога на Суховерхів ішла з перехрестя села Давидівці через західну околицю Суховерхівського лісу проходила через ліс у село. Дороги, яка зараз на м. Заліщики і через Дністер не існувало. За даними австр. історичних джерел, кути в Суховерхів за 1785 рік були такі і по них проходили кордони земель села: Постралиця, джерело Урсуляка, біля В'язу, Суховерський потік, долина Бурсуків, Діброва і Котлін.
Як пишуть історичні джерела наприкінці XVIII ст. на Буковині існувало 100 великих ставків площею до 1700 га. А на початку XIX ст. у володіннях релігійного фонду м. Кіцмань, Суховерхів і Лашківка були ставки загальною площею 130 га.
Москвофільські настрої були досить поширені в с. Суховерхів, бо саме з цього села були родом брати Продани. Так у Кіцмані поширюються вірші Гаврила Продана, який намагався довести, що руською мовою можна виявляти письмово свої почуття і думки. Брат Гаврила — Василь Продан заснував у м. Чернівцях українське культурне товариство «Руська Бесіда» в 1869 р. і був її першим головою, а в Суховерхові і Кіцмані були його філіали і він теж старався довести про тісні зв'язки з Росією і велич російської мови.
З травня 1848 р. Австрійська імперія скасовує панщину. Від тієї радості люди клали хрести, садили вікові дерева. Тоді в центрі села, був посаджений ясен, якого знищила буря в 2004 році, а житель села Семенюк Георгій поставив хрест в честь скасування панщини, який стоїть зараз на території церкви.
Під час скасування панщини або як тоді казали «весни народів» в травні 1848 р. революційні пісні писали брати Василь і Гаврило Продан. Хвороби і епідемії давали про себе знати і за Австрійської імперії . Так, в історичній книзі села за поховання людей за 1848 р. находило , що на хворобу холеру в Суховерхові померло 56 чоловік. В 1866р. на село насунулась хвороба короста , від якої померло 51 односельчанин.
А 1878 р. в селі хворіють на дифтерію і тоді померло 40 осіб.
Архівні документи за село розказали цікаву історію, що 17 травня 1877 р. загорілась церква на свято Вознесіння, а 22 травня церковне свято Св. Миколая на 12 лютого. І лише 1882 р. було на тому самому місці зведено нову церкву, яка і сьогодні служить жителям с. Суховерхів .В 1884 р. церкву села освятив митрополит Буковини — Андрієвич Морару, на що є документ у церкві. Австрійська влада дбала за добробут села. Так на початку XIX ст. було побудовано центральну дорогу , як тоді казали «Гостинець», а біля цієї дороги викопано 10 криниць , щоб село розросталось і можна пити воду подорожнім.
В 1887 році в Суховерхові було збудовано сучасну школу на той час, яка діяла до 1970 року, коли побудували нову теперішню школу села.
Біля Суховерхівського ставу є два обвідні канали. За Австрро — Угорської імперії на правому обвідному каналі стояв водяний млин, який був досить потужний. Як пишуть архівні документи за 1916 рік, що цей млин у пана Бурца намолочував до 100 пудів пшениці за добу. Це млин був найбільший у Кіцманському повіті.
В 1902 році в м. Кіцмань організована перша на Буковині «Січ», де підносився український національний дух, яка виховувала свідомих людей, щоб вибороти для свого народу кращу долю. Таку «Січ» 24 січня 1904 року організував у Кліводині учитель Кліводинської школи (житель с. Суховерхів) — Никоряк Іван. Він став її кошовим. А 20 березня 1904 року такі збори відбулися в селі Суховерхові, де також активну участь брав Никоряк, незважаючи на протести москвофілів на чолі з кіцманським бургомістром Бажаном і утворили «Січ». Ось, що писала газета «Буковина» за цю подію: «Як справжній тріумф у побіднім поході народної ідеї сприймала українська громада краю створення Січі в гнізді шершнів, в однім із осередків кацапської кирині с. Суховерхові, де москвофіли займали особливо міцні позиції.»
В 1913 році в центрі села за 7000 крон було зведено гуртожиток або будинок священиків, де тепер розміщена сільська рада.
З закінченням бойових дій в 1918 році і розпадом Австро — Угорської імперії відбулися значні заворушення на Буковині. Народ хотів воз'єднатися з Україною. Тому 3 листопада 1918 року відбулося на теперішній Театральній площі Буковинське віче. На цьому віче були вчителі з Суховерхова: Іван Никоряк, Олексюк Василь і Ґріґоца Василь.
Та вже в листопаді 1918 року Буковина була окупована Румунією, яка дуже притісняла права корінного населення. Та народ не забував свої звичаї і мову. Так в селі Суховерхові існували театральні гуртки, діяла місцева читальня, де активно пропагували українські вірші і пісні. Активними учасниками тут були Никоряк Іван, Олексюк Василь, Димуряк Тодир.
В 1937 році румунська влада дала дозвіл на проведення фестивалю українських пісень, обрядів. Тоді суховерхівський хор, яким керував Никоряк Іван зайняв 3 місце і отримав значок «Срібна бандура».
Жителі Суховерхова зазнавали бід не тільки від хвороб, погодних катаклізмів, але й від воєн і репресій. Так, в Першу Світову війну загинуло 47 односельців; у Другу світову війну — 146 чоловік. Від голодомору в 1947 році померло 25 чоловік, а з 1939 по 1949 роки з села було репресовано 88 чоловік, з них померло на засланні в Сибіру 26 чоловік.
З 24 серпня 1991 року село перебувало у складі Кіцманського району, Чернівецької області.
8 серпня 2017 року, в ході децентралізації та об'єднання сільських рад, село увійшло до Кіцманської міської громади.
17 липня 2020 року, в результаті адміністративно-територіальної реформи та ліквідації Кіцманського району, село увійшло до складу Чернівецького району.

## Люди
- Видинівський Пантелеймон Федорович (1871—1978) — український художник.
- Дарій Дмитро Кузьмович (1971—2018) — старший солдат Збройних сил України, учасник російсько-української війни.
- Мельничук Святослав Васильович (1926—2019) — український громадсько-культурний діяч, вояк УПА, засновник та диригент хору «Гомін Буковини», співзасновник товариства Просвіта ім. Т. Шевченка, засновник і голова братства ОУН-УПА на Буковині.
- Димуряк Тодир — український фольклорист.
- Продан Василь — засновник «Руської бесіди».
- Никоряк Іван — український учитель.
- Олексюк Дмитро Юрійович — працівник.

## Світлини

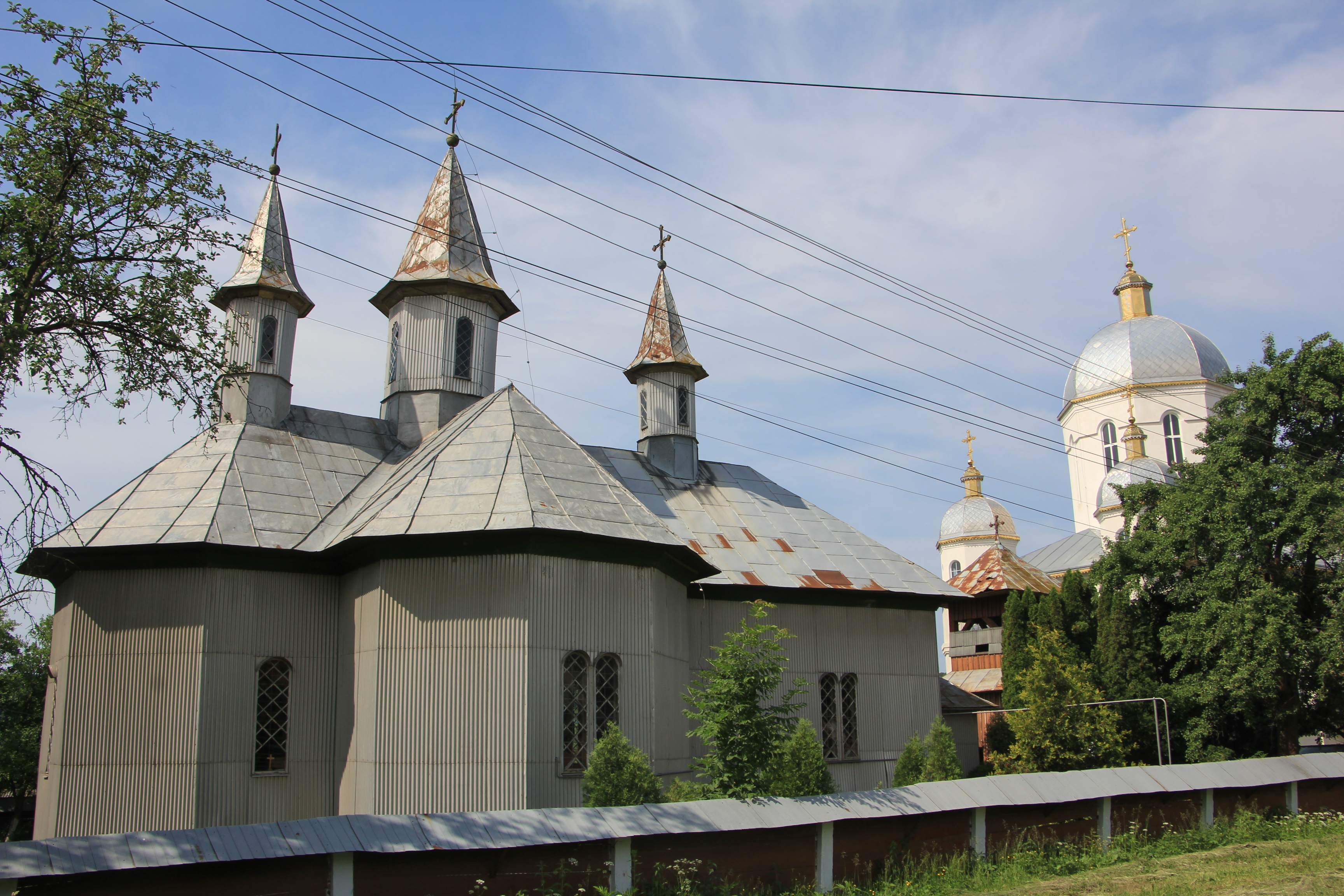
Церква Трьох Святих 1877 в с. Суховерхів
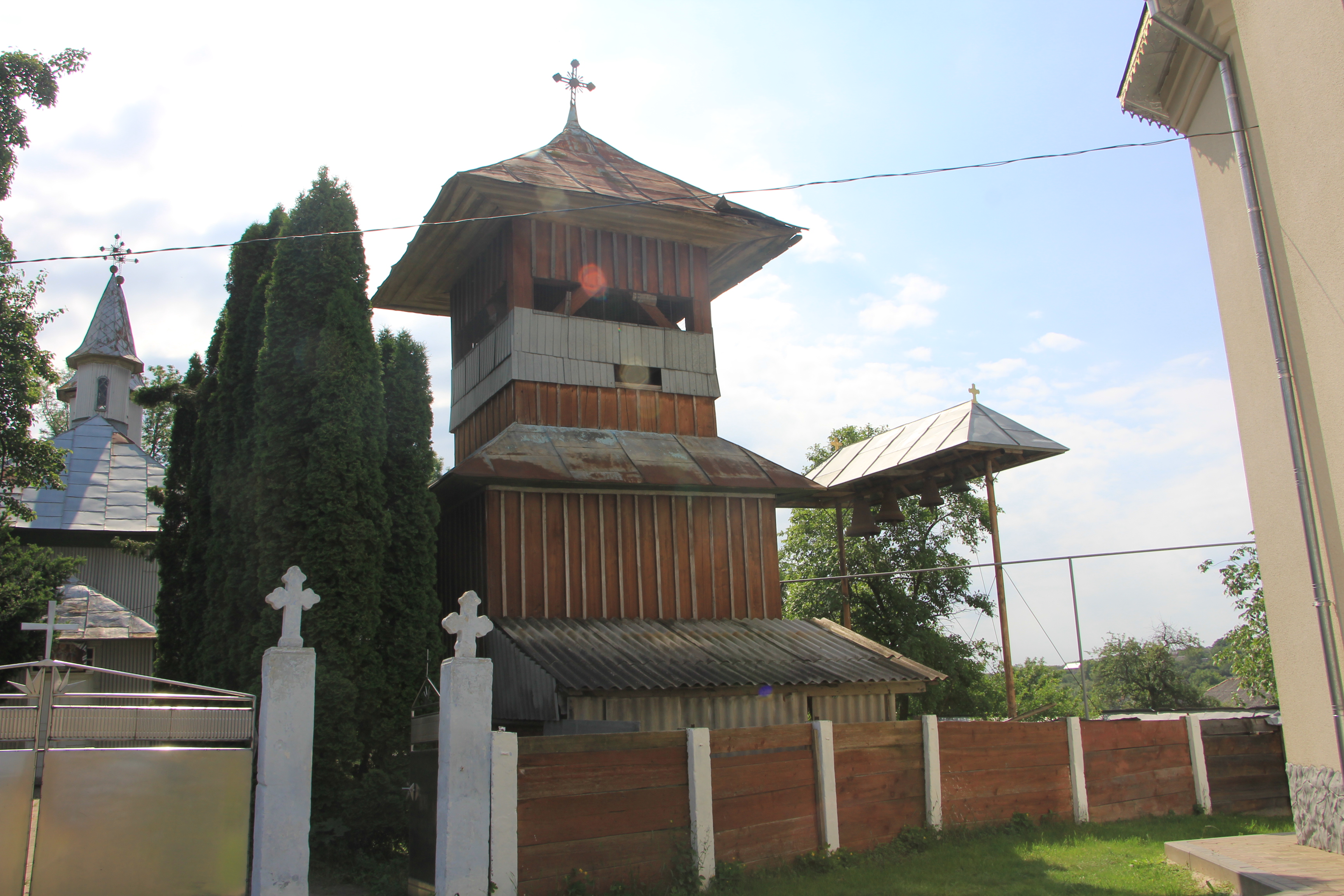
Церква Трьох Святих 1877 в с. Суховерхів
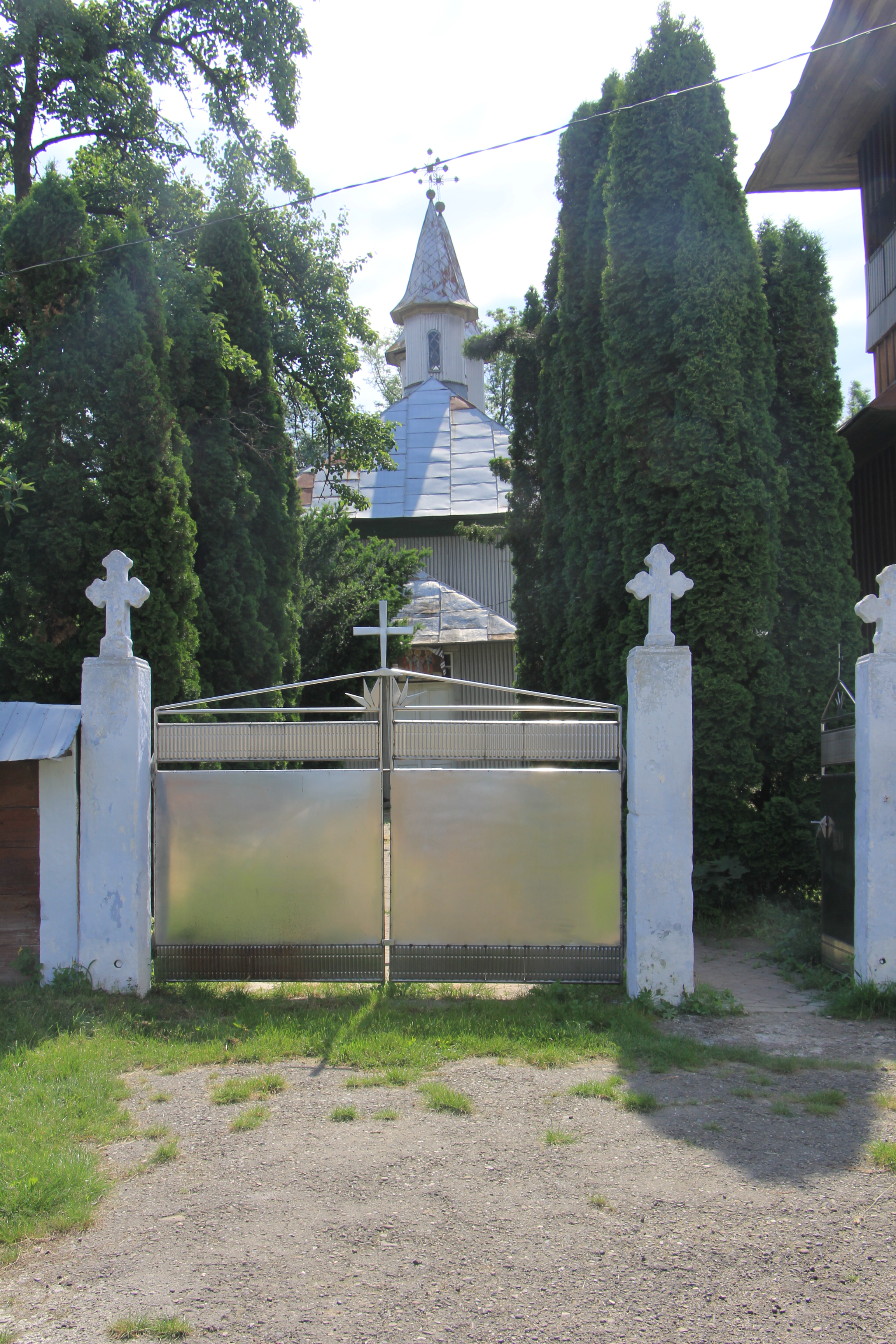
Церква Трьох Святих 1877 в с. Суховерхів